# Gonow Saboo
Gonow Saboo (帅豹) — среднеразмерный внедорожник, выпускавшийся с 2010 по 2015 год подразделением Gonow компании GAC Group.

## Описание
Впервые Gonow Saboo был представлен в 2010 году на Пекинском автосалоне. Его цена составляла 119800 юаней.
Дизайн разработан в стиле Kia Sorento. Производство завершилось в 2015 году.

## Технические характеристики
Gonow Saboo приводился в движение четырёхцилиндровым бензиновым двигателем Mitsubishi 4G64S4M объёмом 2355 см3, мощностью 130 л. с.

## Галерея
- Вид спереди
- Вид сзади